# Liste der denkmalgeschützten Objekte in Podmokly u Sušice
Grundlage dieser Liste der denkmalgeschützten Objekte in Podmokly u Sušice ist die ÚSKP-Liste (Ústřední seznam kulturních památek České republiky, deutsch Zentrale Liste der Kulturdenkmäler der Tschechischen Republik), die von der tschechischen Denkmalschutzbehörde NPÚ (Národní památkový ústav, deutsch Nationale Denkmalbehörde) seit 1987 geführt wird und an die seit dem Jahr 1850 geschaffenen Listen anschließt.

## Denkmalgeschützte Objekte nach Ortsteilen

### Podmokly
| Lage                             | Objekt             | Beschreibung | ÚSKP-Nr.                  | Bild           |
| -------------------------------- | ------------------ | --- | ------------------------- | -------------- |
| Podmokly, Podmokly 29 (Standort) | Schloss Podmokly   | Zweistöckiges rechteckiges Backsteingebäude mit Walmdach. Kleines Schlossgebäude aus der zweiten Hälfte des 18. Jahrhunderts.                                    | 53561/4-3243 Info Katalog | weitere Bilder |
| Podmokly, Podmokly 55 (Standort) | Ehemalige Synagoge | Ein Beispiel für eine kleine ländliche Synagoge mit teilweise erhaltenen originalen Innenräumen und einer Reihe von künstlerischen und handwerklichen Elementen. | 105747 Info Katalog       | weitere Bilder |